# Korozmán Kevin
Korozmán Kevin (Budapest, 1997. március 2. –) magyar utánpótlás válogatott labdarúgó, a Soroksár középpályása.

## Pályafutása

### Klubcsapatokban
Korozmán Kevin a Ferencvárosban nevelkedett, 2014-ben itt mutatkozott be a felnőttek között egy Ligakupa mérkőzésen a Paksi FC ellen. Összesen három tétmérkőzést játszott a csapatban, amellyel 2014-15-ös idényben Ligakupa-győztes lett.  A 2015–2016-os idényt kölcsönben a másodosztályú Soroksár csapatánál töltötte. 2015-ben szerződött az MTK Budapest  csapatához, ahol bemutatkozhatott a magyar élvonalban. 2016 nyarán hároméves szerződést írt alá.
Rendszeres játéklehetőséghez jutott a csapatban előbb az élvonalban, majd a klub kiesését követően a másodosztályban. A 2017-2018-as bajnokságban tizenhét alkalommal lépett pályára a végül bajnoki címet szerző MTK-ban az NB II-ben. 2018 áprilisában a Soroksár elleni bajnokin keresztszalag-szakadást szenvedett, és majd egyéves kihagyás várt rá. 2019 februárjában a Soroksár igazolta le.

## Sikerei, díjai
- MTK Budapest:
  - NB II-es bajnok: 2017-2018

## jegyzetek
1. ↑  Korozmán Kevin. tempofradi.hu
2. ↑  NB II: a Soroksárban folytatja a Fradi vb-t járt fiatalja. Nemzeti Sport, 2015. június 26.
3. ↑  MTK: két középpályás is három évre aláírt – hivatalos. Nemzeti Sport, 2016. augusztus 17.
4. ↑  NB II: keresztszalag-szakadás miatt kidőlt az MTK támadója. Nemzeti Sport, 2018. április 11.
5. ↑  MTK: korábbi klubja megvette a korosztályos válogatott játékost. Nemzeti Sport, 2019. február 13.